# كوبا بيرو 1984
كوبا بيرو 1984 هو موسم من كوبا بيرو ‏. فاز فيه لوس اسبارتانوس دي باكاسمايو ‏.